# 松島幸太朗 (漫画家)
松島 幸太朗（まつしま ゆきたろう）は、日本の漫画家。静岡県出身。『週刊少年チャンピオン』連載の漫画『ショー☆バン』（原作：森高夕次）の作画でデビュー。2004年、事故で頭部に大怪我を負い、治療のため『ショー☆バン』がしばらく休載となったが復活。
アシスタント背景美塾Maedax派（背景に特化したマンガ家育成スクール）で講師を務めていたが、松山洋の著作『エンターテインメントという薬』をコミカライズするという話が、背景美塾を運営する柚木元から松山に出され、その際の作画担当として松島も参加する。しかしながら、マンガ化は難航。コミカライズではなく、最初から、漫画を前提とした『チェイサーゲーム』の企画が2018年4月に松山から提示される。しかし、松島と背景美塾との契約が切れることもあって、同年秋に松山から松島にフリーのマンガ家としてサイバーコネクトツーと契約するか、それともサイバーコネクトツーの社員になるかの選択が提示された。松島が夫人と相談したところ、夫人の希望が「安定」であったため、サイバーコネクトツーの社員となってサラリーマンマンガ家・松島幸太朗が誕生する。
ゲーム雑誌『ゲーメスト』で挿絵を描いていたこともある。

## 作品リスト
- 『ショー☆バン』秋田書店〈少年チャンピオンコミックス〉全33巻（原作：森高夕次、『週刊少年チャンピオン』2000年45号 - 2007年15号）
- 『ストライプブルー』秋田書店〈少年チャンピオンコミックス〉全11巻（原作：森高夕次、『週刊少年チャンピオン』2007年20号 - 2009年20号）
- 『少年探偵 狩野俊介』秋田書店〈少年チャンピオンコミックス〉全1巻（原作：太田忠司、『週刊少年チャンピオン』2010年48号[2] - 52号、2011年34号[3] - 39号）
- 『永遠の一手 -2030年、コンピューター将棋に挑む-』秋田書店〈少年チャンピオンコミックス〉全2巻（原作：伊藤智義、『週刊少年チャンピオン』2016年28号[4] - 2016年40号）
  1. 2017年1月6日発売[5]、ISBN 978-4-253-25241-6
  2. 2017年1月6日発売[6]、ISBN 978-4-253-25242-3
- 『チェイサーゲーム』KADOKAWA、既刊13巻（原作：松山洋、構成：柚木元、『ファミ通.com』2018年12月17日[7] - 2021年11月1日[8]）